# Herbert Grötzsch
Camillo Herbert Grötzsch (né le 21 mai 1902 à Döbeln et mort le 15 mai 1993 à Halle) est un mathématicien allemand qui a travaillé principalement en théorie des fonctions et en théorie des graphes.

## Biographie
Camillo Herbert Grötzsch est né à Döbeln en 1902. Il fait des études de mathématiques à l'université d'Iéna de 1922 à 1926 avec Paul Koebe, qu'il a également suivi à l'université de Leipzig, où il est assistant de Koebe et où il obtient son doctorat en 1929 (« Über konforme Abbildung unendlich vielfach zusammenhängender schlichter Bereiche mit endlich vielen Häufungsrandkomponenten » ). En 1931, il souient son habilitation universitaire à l'Université de Giessen. Il y est assistant à partir de 1930 puis Privatdozent, mais il est licencié en 1935 parce qu'il refuse l'adhésion à la  SA lorsque l'association « Jungstahlhelm » y est incorporée d'office. Jusqu'en 1939, Grötzsch travaille à la rédaction du dictionnaire « Biographisch-literarisches Handwörterbuch zur Geschichte der exacten Wissenschaften »  fondé par Johann Christian Poggendorff ; il est ensuite incorporé dans l'artillerie. Il sert au front jusqu'en 1942, puis est employé en service civil, et il travaille en 1944 à Göttingen à l'Institut aérodynamique sur le calcul des moteurs à réaction. L'université de Giessen est fermée par les forces d'occupation américaines à la fin de la Seconde Guerre mondiale, et Grötzsch travaille à l'université de Marburg à partir de 1945 ; il devient d'abord auxiliaire, puis assistant et en 1947 professeur extraordinaire. À partir de 1948, il est professeur titulaire à l'université Martin-Luther de Halle-Wittemberg où il reste jusqu'à son éméritat en 1967. À partir de 1959, il est membre de l'Académie Léopoldine En 1967, il reçoit prix national de la République démocratique allemande de deuxième classe.

## Recherche

Graphe de Grötzsch

Grötzsch est surtout connu pour ses travaux en théorie géométrique des fonctions dans les années 1930. Il est notamment le fondateur de la théorie des applications quasi conformes à partir de 1928,. Alors que dans les transformations conformes les disques infinitésimaux sont transformés en  disques, dans les applications quasi conformes ils sont transformés en ellipses. Le concept de fonctions quasi conformes, qui repose sur des considérations géométriques élémentaires, s'est alors avéré entre les mains de Grötzsch, Lars Valerian Ahlfors, Oswald Teichmüller et d'autres, et permet de s'attaquer à des problèmes extrémaux d'applications conformes considérés auparavant comme très difficile.
Plusieurs concepts de la théorie des applications conformes et quasi conformes portent le nom de Grötzsch. Le disque unité dans lequel un intervalle [0, r] est supprimé est appelé la domaine de Grötzsch ou anneau de Grötzsch. Grötzsch a montré que ce domaine possède un module maximum parmi toutes les zones annulaires qui proviennent du disque unité, si l'on y retire un compact qui contient le point zéro et un point de module r. Le problème extrémal correspondant est aussi appelé le problème de Grötzsch, la fonction de Grötzsch décrit le module de cette aire en fonction de r. L'équation de Grötzsch donne une estimation du module d'une aire d'anneau en fonction du module de deux anneaux partiels. Cette inégalité est importante en dynamique complexe.
Pendant son service militaire et après la guerre, Grötzsch s'est principalement intéressé à la combinatoire (théorie des graphes) et à la théorie élémentaire des nombres. En 1959, il a prouvé que tout graphe planaire sans triangle peut être coloré avec trois couleurs. Le graphe de Grötzsch est un exemple de graphe non planaire sans triangle qui ne peut être coloré qu'avec au moins quatre couleurs. Après 1960, Grötzsch cesse de publier. Le discours festif pour son 75e  anniversaire a été prononcé par Lipman Bers.
Grötzsch a épousé en 1951 Annemarie Jung, la fille du mathématicien de Halle Heinrich Jung ; ils ont eu trois enfants.

## Articles liés
- Théorème de Grötzsch (théorie des fonctions) (de)
- Théorème de Grötzsch en théorie des graphes
- Graphe de Grötzsch